# Shadi Sadr
Shadi Sadr (em persa: شادی صدر; nascida em 1974) é uma advogada iraniana, defensora dos direitos humanos, ensaísta e jornalista. Ela co-fundou a Justice for Iran (JFI) em 2010 e é a Diretora Executiva da ONG. Ela publicou e deu palestras em todo o mundo.
Ela recebeu uma série de prêmios, incluindo a Tulipa dos Direitos Humanos e o Prêmio Alexander da Faculdade de Direito da Universidade de Santa Clara, situada na cidade de Santa Clara, na Califórnia, nos Estados Unidos. Em 2007 e 2009, ela foi detida na Prisão de Evin. Em 17 de maio de 2010, ela foi condenada pelo Tribunal Revolucionário de Teerã por "agir contra a segurança nacional e prejudicar a ordem pública".

## Histórico e educação
Shadi Sadr é bacharel em direito e mestre em direito internacional, ambos obtidos pela Universidade de Teerã, universidade mais antiga do Irã. Antes mesmo de entrar na universidade, ela já trabalhava como jornalista para revistas juvenis, além de várias revistas e jornais.
Ela trabalhou ativamente como advogada de direitos humanos no Irã até 2009, além de encontrar e dirigir o Raahi, um centro de aconselhamento jurídico para mulheres vulneráveis. Em uma onda de repressão contra a sociedade civil em 2007, as autoridades iranianas fecharam o Raahi. Shadi Sadr também criou o Women In Iran, em 2002, um site dedicado a ativistas dos direitos das mulheres. Ela também foi membro fundadora do grupo feminista Women's Field (Meydaan-e-Zanan), que iniciou várias campanhas, incluindo uma campanha para remover a proibição de mulheres entrarem nos estádios. Enquanto estava no Irã, ela representou várias mulheres condenadas à morte por apedrejamento e enforcamento e, como resultado de suas extensas atividades, foi presa em várias ocasiões antes de seu exílio na Europa, em 2009, onde co-fundou a organização de direitos humanos Justice for Iran.

## Atividades
Como especialista em direitos humanos no Irã, Shadi Sadr liderou muitas campanhas e organizações que se esforçaram para erradicar as violações dos direitos humanos e as práticas abusivas do Estado.
Como advogada praticante, Shadi Sadr defendeu com sucesso várias mulheres ativistas e jornalistas no tribunal, que foram condenadas à execução. Ela é uma das iranianas que fizeram campanha para erradicar a prática da pena de morte por apedrejamento, principalmente de mulheres, em uma campanha conhecida como Stop Stoneing Forever. Esta campanha é uma das várias lançadas pelo Women's Field, um grupo de direitos das mulheres do qual Shadi Sadr era membro. Este capítulo da vida de Shadi Sadr foi retratado no documentário Women in Shroud, que foi exibido no festival internacional de filmes de direitos humanos em todo o mundo.
Após o terremoto de Bam, em 2003, ela ajudou a organizar um esforço de socorro para coletar alimentos e suprimentos para mulheres e crianças na área da cidade de Bam, no Irã. Shadi Sadr foi o advogado de defesa de vários defensores dos direitos humanos, incluindo Shiva Nazar Ahari, membro do Comitê de Repórteres de Direitos Humanos, que foi presa em 14 de junho de 2009.
Em 2010, com Shadi Amin, Shadi Sadr co-fundou uma nova organização Justiça para o Irã (JFI) que visa abordar e erradicar a prática da impunidade que capacita funcionários da República Islâmica do Irã a perpetrar violações generalizadas dos direitos humanos contra seus cidadãos e para responsabilizá-los por suas ações.
Como Diretora Executiva de Justiça do Irã (JFI), ela supervisionou a criação e implementação de vários projetos de pesquisa sobre violações graves dos direitos de minorias étnicas e religiosas, LGBTs, mulheres e pessoas perseguidas por causa de suas crenças políticas. Ela também é co-autora de Crime e Impunidade: Tortura Sexual de Mulheres nas Prisões da República Islâmica.
Shadi Sadr atuou como membro do painel de juízes do Tribunal Popular Internacional (IPT) de 2015 sobre os crimes ocorridos na Indonésia e do Tribunal Popular de 2017, em Mianmar, na Ásia.

## Prisão
Shadi Sadr foi uma das 33 mulheres presas em março de 2007 depois de se reunir em frente a um tribunal de Teerã para protestar pacificamente contra o julgamento de cinco mulheres acusadas de “propaganda contra o sistema”, “agir contra a segurança nacional” e “participar de uma manifestação ilegal” em conexão com uma manifestação de 12 de junho de 2006 em apoio aos direitos das mulheres. Shadi Sadr foi detida por quinze dias na Prisão de Evin antes de ser libertada sob fiança.
Em 17 de julho de 2009, enquanto se dirigia para a Universidade de Teerã, Shadi Sadr foi espancada por milicianos à paisana e presa por participar de um dos protestos pós-eleição presidencial de 2009. Ela estava caminhando no Keshavarz Boulevard com várias outras ativistas do sexo feminino quando indivíduos em trajes civis se aproximaram e se recusaram a se identificar ou justificar suas ações antes de forçá-la a entrar em um carro que os esperava. Depois que ela escapou brevemente, suas companheiras foram contidas enquanto ela era espancada e forçada a voltar para o carro. Em seguida, levaram-na para um local desconhecido. Ela foi libertada 11 dias depois, em 28 de julho de 2009.
Em 17 de maio de 2010, ela foi condenada à revelia em um tribunal revolucionário de Teerã por “agir contra a segurança nacional e prejudicar a ordem pública” e foi sentenciada a seis anos de prisão com 74 chicotadas.

## Publicações/Trabalhos
- Sadr, Shadi (2010). «Islamic Politics and Women's Quest for Gender Equality in Iran». Third World Quarterly. 31 (16): 885-903. doi:10.1080/01436597.2010.502717. Consultado em 5 de outubro de 2022
- From painkillers to cures Routledge, 2019 doi:10.4324/9780429244674-13
- Pushed back to square one, 2011. ISSN 1551-2681 ISSN1551-2681
- Sadr, Shadi (2009). «UNRISD» (PDF). The Pennsylvania State University. 1 (1). 1 páginas. Consultado em 5 de outubro de 2022

Dra. Elaheh Rostami-Povey escreveu uma bibliografia sobre ela intitulada Sadr, Shadi (1974–), 2008 ISBN 978-1-4144-1888-9

## Prêmios e honras
- 2004 - Prêmio Ida B. Wells por Bravura no Jornalismo, da Women's eNews, em seus prêmios anuais de 21 líderes para o século XXI.[24]
- 2009 - Prêmio especial em conjunto com Lech Wałęsa, lendário líder do "Solidariedade" polonês e laureado com o Prêmio Nobel da Paz em 1983.[25]
- 2009 - Human Rights Defenders Tulip, prêmio holandês de direitos humanos.[24]
- 2010 - Prêmio Alexander, da Faculdade de Direito da Universidade de Santa Clara, por "dedicação incessante em defender a causa das mulheres iranianas e arriscar sua liberdade para defender aqueles que são injustamente acusados e presos".[26]
- 2010 - Prêmio Internacional de Mulheres de Coragem da secretária de Estado dos EUA, Hillary Clinton. Optou por não comparecer e dedicou o prêmio a Shiva Nazar Ahari.[27]
- 2013 - Reconhecida como uma das 100 mulheres da BBC.[28]
- 2018 - Homenageada da 5ª Exposição Anual de Retratos do Dia Internacional da Mulher de Harvard Law.[29]